# Арнальдо Меса
Арна́льдо Ме́са Боне́лл (ісп. Arnaldo Mesa Bonell; 6 грудня 1967, Ольгін — 17 грудня 2012, Ольгін) — кубинський боксер, срібний призер Олімпійських ігор, призер чемпіонатів світу, чемпіон Панамериканських ігор.

## Спортивна кар'єра
Перший міжнародний успіх прийшов до Меси на чемпіонаті світу 1986 року, де він став бронзовим призером, програвши в півфіналі Мун Сун Кіл (Південна Корея) — 2-3.
На чемпіонаті світу 1989 року він знов став бронзовим призером, програвши в півфіналі Айрату Хаматову (СССР) — 12-14.
1991 року Меса став чемпіоном Панамериканських ігор, а на чемпіонаті світу був третім, здолавши в чвертьфіналі Андреаса Тевса (Німеччина) — 17-13 і програвши в півфіналі Пак Док Гю (Південна Корея) — 15-16.
Через велику конкуренцію в кубинській команді не потрапив на Олімпійські ігри 1992.
На Панамериканських іграх 1995 став чемпіоном вдруге, а на чемпіонаті світу 1995 програв в чвертьфіналі Серафіму Тодорову (Болгарія) — 5-7, після чого повернувся в легшу вагу.

### Олімпійські ігри 1996
- В першому раунді переміг Джона Лербі (Швеція) — 19-5
- В другому раунді переміг Захіра Рахіма (США) — RSC 1
- В чвертьфіналі переміг Рашида Буаїта (Франція) — 15-8
- В півфіналі переміг Раїмкуля Малахбекова (Росія) — (+)14-14
- У фіналі програв Іштвану Ковачу (Угорщина) — 7-14